# Liste des joueurs du Bayern Munich
La liste des principaux joueurs du Bayern Munich

## Joueurs allemands
- Klaus Augenthaler
- Raimond Aumann
- Markus Babbel
- Michael Ballack
- Mario Basler
- Hans Bauer
- Franz Beckenbauer
- Thomas Berthold
- Jérôme Boateng
- Andreas Brehme
- Paul Breitner
- Sebastian Deisler
- Karl Del'Haye
- Hans Dorfner
- Wolfgang Dremmler
- Norbert Eder
- Stefan Effenberg
- Ludwig Goldbrunner
- Mario Gómez
- Mario Götze
- Dietmar Hamann
- Thomas Helmer
- Dieter Hoeness
- Uli Hoeness
- Carsten Jancker
- Marcell Jansen
- Jens Jeremies
- Jupp Kapellmann
- Oliver Kahn
- Jürgen Klinsmann
- Miroslav Klose
- Ludwig Kögl
- Jürgen Kohler
- Bruno Labbadia
- Philipp Lahm
- Thomas Muller
- Thomas Linke
- Lothar Matthäus
- Karl Mai
- Sepp Maier
- Gerd Müller
- Christian Nerlinger
- Manuel Neuer
- Rainer Ohlhauser
- Hans Pflügler
- Stefan Reuter
- Karl-Heinz Rummenigge
- Michael Rummenigge
- Mehmet Scholl
- Hans-Georg Schwarzenbeck
- Bastian Schweinsteiger
- Thomas Strunz
- Michael Tarnat
- Olaf Thon
- Roland Wohlfarth
- Alexander Zickler
- Christian Ziege

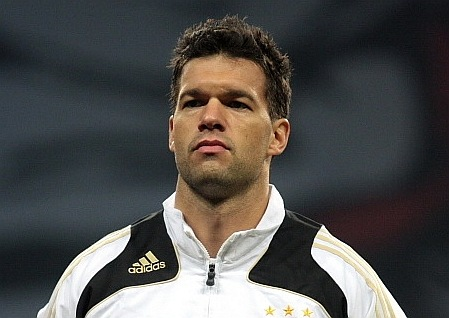
Michael Ballack, 3 doublés coupe-championnat en 4 ans de présence au club.
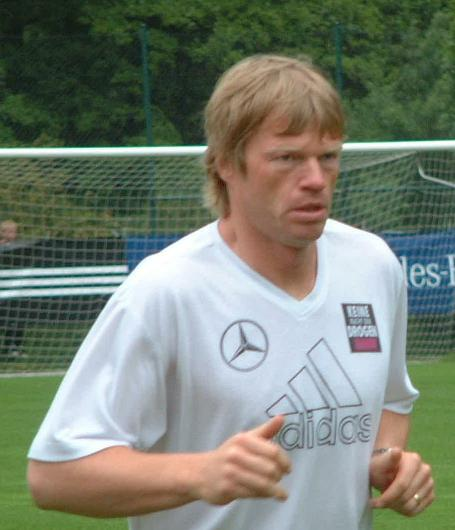
Oliver Kahn, 14 ans de présence, 24 trophées dont 2 coupes d'Europe et 8 championnats.
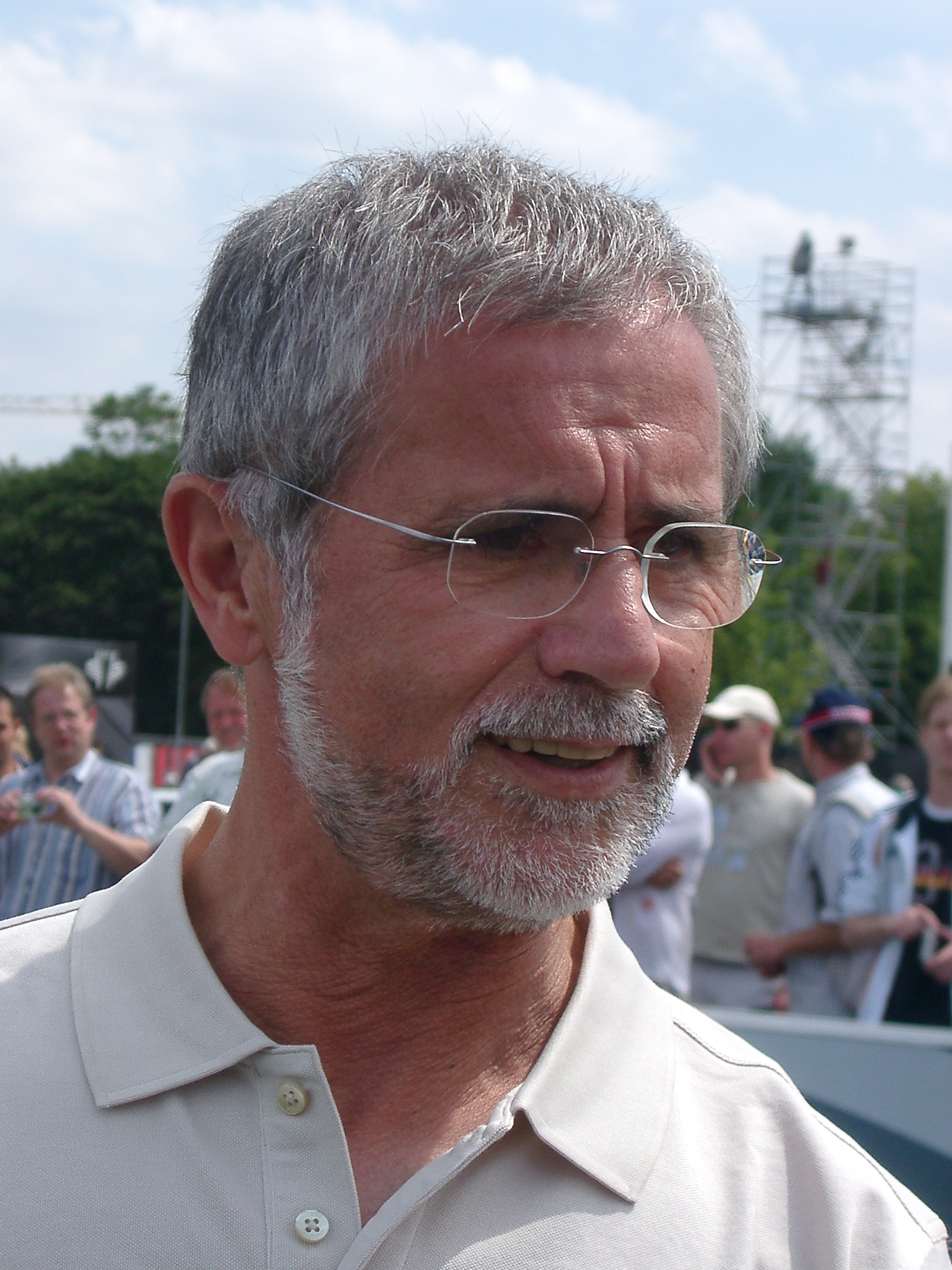
Gerd Müller, 15 ans de présence, meilleur buteur de l'histoire du club.
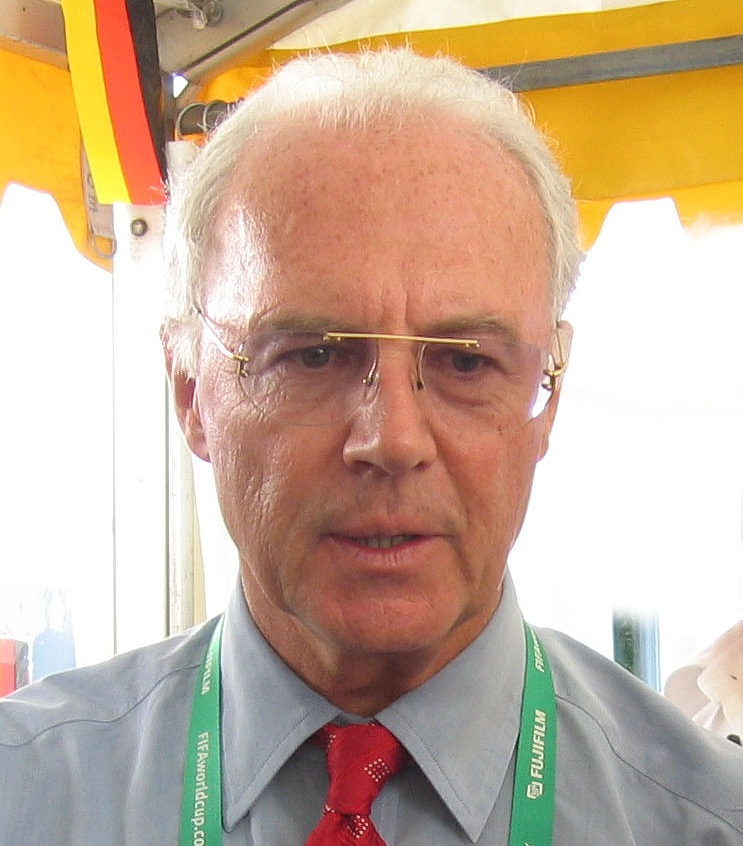
Franz Beckenbauer a occupé les fonctions de joueur, entraîneur et président du club.

## Joueurs étrangers
- Owen Hargreaves
- David Alaba
- Hasan Salihamidzic
- Giovane Élber
- Jorginho
- Lúcio
- Paulo Sérgio
- Dante
- Zé Roberto
- Douglas Costa
- Emil Kostadinov
- Adolfo Valencia
- James Rodríguez
- Ivica Olić
- Mario Mandžukić
- Johnny Hansen
- Sören Lerby
- Bixente Lizarazu
- Franck Ribéry
- Kingsley Coman
- Jean-Pierre Papin
- Lucas Hernandez
- Benjamin Pavard
- Valérien Ismaël
- Willy Sagnol
- Corentin Tolisso
- Samuel Kuffour
- Daniel Peretz
- Luca Toni
- Claudio Pizarro
- Roy Makaay
- Arjen Robben
- Mark van Bommel
- Patrik Andersson
- Conny Torstensson
- Hamit Altintop
- Jean-Marie Pfaff
- Daniel van Buyten
- Martín Demichelis
- Roque Santa Cruz
- Ciriaco Sforza
- Xherdan Shaqiri
- Alain Sutter
- Robert Lewandowski
- Branko Oblak

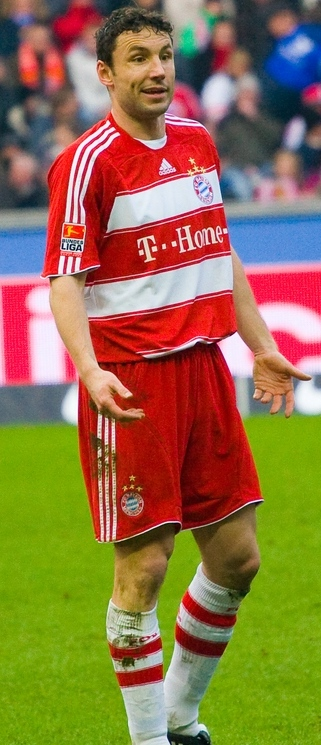
Mark van Bommel, premier capitaine étranger de l'histoire du Bayern.
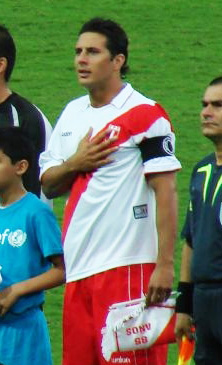
Claudio Pizarro, 100 buts au Bayern, meilleur buteur étranger de l'histoire de la Bundesliga.
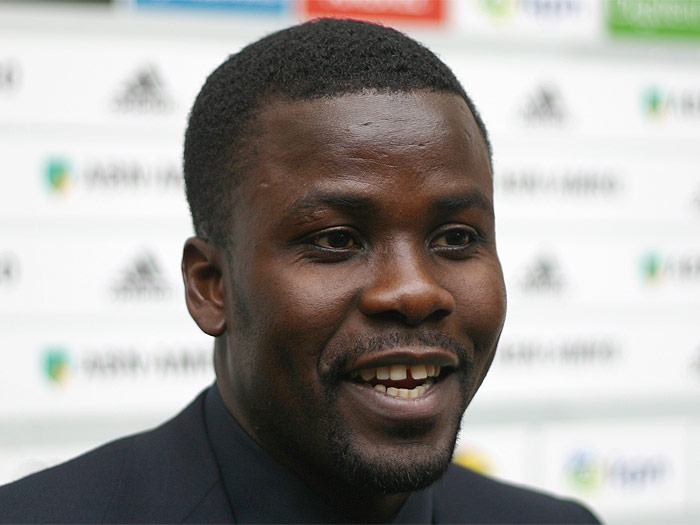
Samuel Osei Kuffour, seul buteur du match lors de la Coupe Intercontinentale gagnée en 2001.
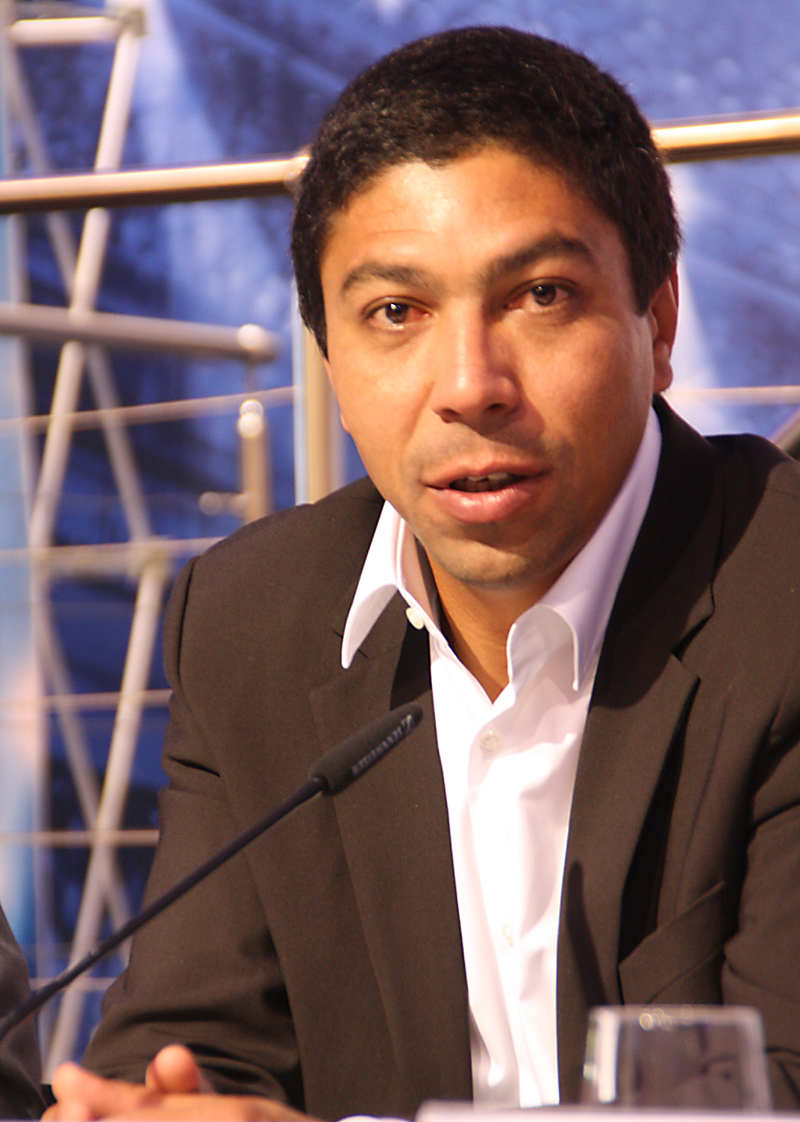
Giovane Élber, membre du Hall Of Fame du Bayern.

### Statistiques des joueurs
| Nom               | Nationalité | Poste                                 | Période             | Match | Buts | Passe décisives | Club précédent    | Club suivant        |
| ----------------- | ----------- | ------------------------------------- | ------------------- | ----- | ---- | --------------- | ----------------- | ------------------- |
| David Alaba       | Autriche    | Défenseur/Milieu de terrain           | 2010-2021           | 432   | 33   | 53              | Formé au club     | Real Madrid         |
| Xabi Alonso       | Espagne     | Milieu de terrain                     | 2014-2017           | 117   | 9    | 12              | Real Madrid       | Retraité            |
| Hamit Altıntop    | Turquie     | Milieu de terrain                     | 2007-2011           | 109   | 13   | 16              | Schalke 04        | Real Madrid         |
| Klaus Augenthaler | Allemagne   | Défenseur                             | 1976-1991           | 551   | 74   | 18              | Formé au club     | Retraité            |
| Raimond Aumann    | Allemagne   | Gardien                               | 1982-1994           | 268   | 0    | 1               | Formé au club     | Beşiktaş JK         |
| Markus Babbel     | Allemagne   | Défenseur                             | 1991-1992 1994-2000 | 261   | 17   | 12              | Formé au club     | Liverpool FC        |
| Holger Badstuber  | Allemagne   | Défenseur                             | 2009-2017           | 177   | 2    | 9               | Formé au club     | VfB Stuttgart       |
| Michael Ballack   | Allemagne   | Milieu de terrain                     | 2002-2006           | 157   | 62   | 38              | Bayer Leverkusen  | Chelsea FC          |
| Mario Basler      | Allemagne   | Attaquant/Milieu de terrain/Défenseur | 1996-1999           | 110   | 28   | 28              | Werder Brême      | FC Kaiserslautern   |
| Hans Bauer        | Allemagne   | Défenseur                             | 1948-1959           | 259   | 12   | 0               | Wacker München    | Retraité            |
| Franz Beckenbauer | Allemagne   | Défenseur/Milieu de terrain           | 1964- 1977          | 567   | 72   | 74              | Formé au club     | New York Cosmos     |
| Juan Bernat       | Espagne     | Défenseur/Milieu de terrain           | 2014-2018           | 113   | 5    | 10              | Valence CF        | Paris Saint-Germain |
| Thomas Berthold   | Allemagne   | Défenseur                             | 1991-1993           | 30    | 1    | 1               | AS Roma           | VfB Stuttgart       |
| Jérôme Boateng    | Allemagne   | Défenseur                             | 2011-2021           | 363   | 10   | 23              | Manchester City   | Olympique lyonnais  |
| Andreas Brehme    | Allemagne   | Milieu de terrain/Défenseur           | 1986-1988           | 59    | 7    | 0               | FC Kaiserslautern | Inter Milan         |
| Paul Breitner     | Allemagne   | Milieu de terrain/Défenseur           | 1970-1974 1978-1983 | 331   | 102  | 34              | Formé au club     | Retraité            |
| Breno             | Brésil      | Défenseur                             | 2008-2012           | 21    | 0    | 0               | São Paulo FC      | São Paulo FC        |
| Emre Can          | Allemagne   | Milieu de terrain/Défenseur           | 2013-2014           | 7     | 1    | 0               | Formé au club     | Bayer Leverkusen    |
| Kingsley Coman    | France      | Attaqaunt/Milieu de terrain           | 2015-               | 221   | 43   | 51              | Juventus FC       | Toujours au club    |
| Douglas Costa     | Brésil      | Attaquant/Milieu de terrain           | 2015-2018 2020-2021 | 97    | 15   | 30              | Chakhtar Donetsk  | Juventus FC         |